# Alex Gaudino
Alex Gaudino, all'anagrafe Alessandro Alfonso Fortunato Gaudino (Salerno, 23 gennaio 1970), è un disc jockey e produttore discografico italiano.

## Biografia
Alex Gaudino comincia la sua avventura nel mondo della musica nel 1993, sotto l'etichetta Flying Records. Nel 1998, con il supporto di Giacomo Maiolini, proprietario della TIME Records, fonda l'etichetta Rise Records che diventa presto una delle più rispettate etichette europee, firmando dischi di The Tamperer e Black Legend e Bang di Robbie Rivera, un grande successo che gli ha permesso di essere nominato nel 2000 come miglior A&R europeo agli European Music Awards a Londra.
Inizia a produrre singoli nel 2002 sotto lo pseudonimo di Supacupa e Sambatucada con la collaborazione di Maurizio Nari del duo Nari & Milani. Prosegue nel 2003 assieme a grandi nomi della musica come Crystal Waters e Ultra Naté. Ma il vero successo arriva con Little Love del 2005, singolo prodotto insieme al dj produttore Jerma che ha raggiunto la terza posizione della classifica dei singoli delle Fiandre.
Nel 2006 ha riscosso un notevole successo in tutta l'Europa con il singolo Destination Calabria, inciso insieme a Crystal Waters, con il quale si è fatto conoscere al grande pubblico. Discreto successo di vendita è stato ottenuto anche dai singoli Que pasa contigo (2007, con Sam Obernik) e Watch Out (2008, inciso insieme a Shena), che sono comunque stati dei successi nelle discoteche europee.
Nel 2009 è stato pubblicato un album, My Destination, contenente tutti i successi di Gaudino. L'anno successivo, oltre ad occuparsi di diversi remix, ha pubblicato il singolo I'm In Love (I Wanna Do It). Il cantato del nuovo singolo è affidato a Maxine Ashley giovane talento probabilmente scoperto su YouTube, il pezzo riesce ad arrivare al primo posto della U.S.A. dance charts di Billboard ed al n. 10 della UK Singles Chart. Nel maggio del 2011 esce con un nuovo singolo con la collaborazione dell'ex Destiny's Child, Kelly Rowland, intitolato What a Feeling, che raggiunge subito il 6º posto nella UK Singles Chart.

## Discografia

### Album
- 2008 - My Destination
- 2009 - My Destination (Remixes)
- 2013 - Doctor Love

### Singoli
- 2003 - Destination Unknown (Alex Gaudino feat. Crystal Waters)
- 2003 - Bittersweet Melody (Alex Gaudino feat. Ultra Nate)
- 2005 - Reaction (Alex Gaudino & Jerma)
- 2005 - Little Love (Alex Gaudino & Jerma pres. Lil' Love)
- 2006 - Waiting for Tonight (Alex Gaudino & Jerma pres. Lil' Love)
- 2006 - Destination Calabria (Alex Gaudino feat. Crystal Waters)
- 2007 - Que Pasa Contigo (Alex Gaudino feat. Sam Obernik)
- 2008 - Watch Out (Alex Gaudino feat. Shena)
- 2008 - I'm a DJ (Alex Gaudino vs. Nari & Milani feat. Carl)
- 2009 - I Love Rock & Roll (Alex Gaudino & Jason Rooney)
- 2009 - Take Me Down (To the Water) (Alex Gaudino Feat. Steve Edwards)
- 2010 - I'm in Love (Alex Gaudino)
- 2011 - What a Feeling (Alex Gaudino feat. Kelly Rowland)
- 2011 - Italia (Alex Gaudino & Henry John Morgan)
- 2011 - Miami Penthouse (Alex Gaudino)
- 2011 - Kissed (Alex Gaudino)
- 2012 - Chinatown (Alex Gaudino)
- 2012 - I Don't Wanna Dance (Alex Gaudino feat. Will.i.am e Taboo)
- 2012 - Are All Mothers Fuckers (Alex Gaudino feat. Kelly Rowland)
- 2013 - Play with My Heart (Alex Gaudino feat. JRDN)
- 2013 - Brazil (Alex Gaudino & Bottai)
- 2013 - Is This Love (Alex Gaudino Feat. Jordin Sparks)
- 2013 - Beautiful(Alex Gaudino Feat. Mario)
- 2014 - Believe in me (Alex Gaudino, Provenzano Dj, Max C)
- 2014 - Game of Thronyk (Alex Gaudino , Wlady & Tumba vs Lukesilver)
- 2017 - Never Give Up On Love (Alex Gaudino, Polina Goudieva)
- 2020 - Remember Me (Alex Gaudino, x Bottai, Moncrieff & Blush)
- 2022 - Talk Talk (Alex Gaudino, Tobtok, jayover)
- 2023 - Don't Talk To Me (Alex Gaudino)

### Progetti paralleli
- 1996 - One Night (Saxation)
- 1998 - Tonite (Supercar)2013
- 1998 - Discophunk (Discobump)
- 2002 - Keep On Movin On (Supacupa)
- 2004 - Singin' La La (Supacupa)
- 2004 - Sambatucada (Every Part Of Me) (Gaudino Da Costa)
- 2005 - Crazy Man (The Pot)
- 2006 - Don't Try (Becker)
- 2009 - You Needed Me (The Playin' Stars Feat. Romanthony)
- 2012 - Shuttle La flaca (spacial)

### Remix
- 2006:

. Alex Gaudino Feat. Crystal Waters – Destination Calabria (Gaudino & Rooney
Remix)
. Alex Fain Featuring Nic Kat - Some Lovin' (Alex Gaudino & Jason Rooney Remix)
. Mario Fargetta & Montecarlo 5 Feat. Mario Biondi - No Matter (Alex Gaudino & Jason
Rooney Remix)
- 2007:

. Blow Up - John Travolta (Alex Gaudino & Jason Rooney Remix)
. Carl Kennedy Vs. M.Y.N.C. Project Feat. Roachford - Ride The Storm (Alex Gaudino
& Jason Rooney Remix)
. Didier Sinclair Feat. Lidy V - Feel The Wave (Alex Gaudino & Jason Rooney Remix)
. House Of Glass Feat. Giorgio Giordano - Disco Down (Alex Gaudino & Jason Rooney
Remix)
. Robbie Rivera Feat. C&C Music factory DJS - Aye Aye Aye (Alex Gaudino Vocal Mix)
. Roy Paci & Aretuska - Beleza (Alex Gaudino Remix)
. SE.SA Feat. Sharon Phillips - Like This Like That (Alex Gaudino & Jason Rooney
Remix)
. Stephanie Mills (Alex Gaudino Remix)
. Sunburst - Beautiful Day (Alex Gaudino Remix)
. Ultra Natè - Automatic (Alex Gaudino Remix)
- 2008:

. Benassi Vs Bowie - I'm A Dj (Alex Gaudino & Jason Rooney Remix)
. Cunnie Williams - Saturday (Alex Gaudino & Jason Rooney Remix)
. Didier Sinclair Feat. Lidy V - Do You Speak (Alex Gaudino & Jason Rooney Remix)
. Disko Kriminals - Noisy (Alex Gaudino & Jason Rooney Remix)
. Fiorello & Baldini - Chi Siamo Noi (Alex Gaudino & Jason Rooney Remix)
. Freemason - Watchin' (Alex Gaudino Remix)
. Hakimakli - Dilly Dally (Alex Gaudino & Jason Rooney Remix)
. Hakimakli - Dollaly (Alex Gaudino & Jason Rooney Remix)
. Il Genio - Pop Porno (Alex Gaudino & Jason Rooney Remix)
. House Of Glass - Disco Down 2008 (Alex Gaudino Remix)
. Kid Rock - All Summer Long (Alex Gaudino Remix)
. No Halo - Put Your Hands Up (Alex Gaudino Remix)
. Philippe B - Looking For Paradise (Alex Gaudino Remix)
. Ricky L Feat. Moony - Little Bird (Alex Gaudino & Jason Rooney Remix)
. Robbie Rivera - Move Move (Alex Gaudino Remix)
. The Feeling - Turn It Up (Alex Gaudino Remix)
. Wiley - Summertime (Alex Gaudino Remix)
- 2009:

. Armin Van Buuren Feat. Jacquline Goavert - Never Say Never (Alex Gaudino & Jason
Rooney Remix)
. Alex Gaudino Vs. Simply Red - Money's Too Tight To Mention (Alex Gaudino &
Jason Rooney Club Mix)
. Dirty South Feat. Rudy - We Are (Alex Gaudino & Jason Rooney Remix)
. Henry John Morgan Feat. Juliet - California Dream (Alex Gaudino & Jason Rooney
Remix)
. Nari & Milani Feat. Max C - Disco Nuff (Alex Gaudino & Jason Rooney Remix)
. Pitbull - I Know You Want Me (Alex Gaudino & Jason Rooney Remix)
. Sagi Rei - Starlight (Alex Gaudino & Jason Rooney Remix)
. Simioli & Viani Feat. Shena - Touch Me (Alex Gaudino & Jason Rooney Remix)
. The Rivera Project Featuring Lizzie Curious - Sax Heaven (Alex Gaudino & Jason
Rooney Remix)
. Tiesto Feat. CC Sheffield - Escape Me (Alex Gaudino & Jason Rooney Remix)
. Bob Sinclar Feat. Steve Edwards - Peace Song (Alex Gaudino & Jason Rooney Remix)
. Vassy - History (Alex Gaudino & Jason Rooney Remix)
. Get Far - The Radio (Alex Gaudino & Jason Rooney Remix)
. Benny Benassi Vs. Iggy Pop - Electro Sixteen (Alex Gaudino & Jason Rooney Remix)
- 2010:

. Katy Perry - Fireworks (Alex Gaudino & Jason Rooney Mixes)
. HJM - Milano (Alex Gaudino & Jason Rooney Remix)
. Benny Benassi Feat. Kelis, Apl.de.ap, Jean Baptiste - Spaceship (Alex Gaudino &
Jason Rooney Remix)
. Avicii - Malo (Alex Gaudino & Jason Rooney Remix)
. Bob Sinclar - Gym Tonic (Alex Gaudino & Jason Rooney Remix)
. Nicola Fasano Feat Ultra Nate - No Wasted Hearts (Alex Gaudino & Jason Rooney
Remix)
. Milk & Sugar Feat. Ayak - Let The Love (Take Over) (Alex Gaudino & Jason Rooney
Remix)
. Dero & Robbie Rivera Feat Juan Magan - Oh Baby (Alex Gaudino & Jason Rooney
Mix)
. Platnum - Signals (Alex Gaudino & Jason Rooney Remix)
. Ti.Pic.Al - Round And Around (Alex Gaudino Remix)
. Domenica da coma -J-Ax (Alex Gaudino & Jason Remix)
- 2011 - Vasco Rossi - Manifesto Futurista Della Nuova Umanità (Alex Gaudino & Jason Rooney Remix)
- 2011 - Umberto Tozzi - Gloria 2011 (Club edit produced by Alex Gaudino & Jason Rooney)
- 2012 - (Al Stewart) OTC - The year of the cat (Alex Gaudino & Jason Rooney Remix)

. Emma - Cercavo Amore (Alex Gaudino & Jason Rooney Remix)